# Капаруа (Козенца)
Капаруа је насеље у Италији у округу Козенца, региону Калабрија.
Према процени из 2011. у насељу је живело 103 становника. Насеље се налази на надморској висини од 396 м.